# Jan Maenen (burgemeester)
Jozef Franciscus Johannes (Jan) Maenen (Heerlen, 12 november 1913 – aldaar, 27 mei 2003) was een Nederlands politicus van de KVP.
Hij werd geboren als zoon van Joseph Hubert Maenen en Maria Josephina Geerlings. Na de hbs volgde hij in Breda een opleiding tot reserve-officier. Vervolgens werd hij volontair bij de gemeentesecretarie van Heerlen waar hij in 1935 benoemd werd tot ambtenaar ter secretarie. Vanaf januari 1937 was hij de gemeentesecretaris van Born. Tijdens de Tweede Wereldoorlog zat hij enige tijd ondergedoken en na de bevrijding werd hij in september 1944 waarnemend burgemeester van Elsloo waarop hij in december 1945 daar alsnog benoemd werd tot burgemeester. Vanaf 1 november 1951 was Maenen de burgemeester van Vaals en precies 25 jaar later ging hij daar vervroegd met pensioen. Hij overleed in 2003 op 89-jarige leeftijd.